# Tornus greyana
Tornus greyana är en snäckart. Tornus greyana ingår i släktet Tornus och familjen Tornidae. Inga underarter finns listade i Catalogue of Life.